# Bifurcia cucurbita
Bifurcia cucurbita là một loài nhện trong họ Linyphiidae.
Loài này thuộc chi Bifurcia. Bifurcia cucurbita được Zhai & Zhu miêu tả năm 2007.